# Optické vlákno

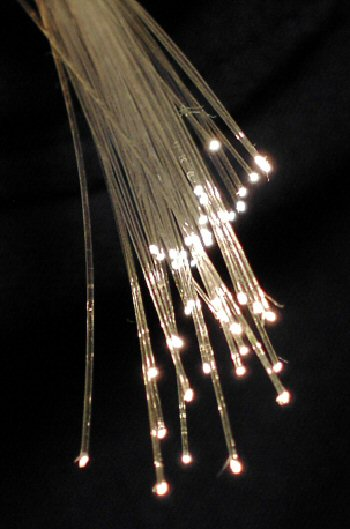
Svazek optických vláken

Optické vlákno je skleněné nebo plastové vlákno, které prostřednictvím světla přenáší signály ve směru své podélné osy. Optické vlákno je výsledkem aplikace vědeckých poznatků v inženýrství. Optická vlákna jsou široce využívána v komunikacích, kde umožňují přenos na delší vzdálenosti a při vyšších přenosových rychlostech dat než jiné formy komunikace. Vlákna se používají místo kovových vodičů, protože signály jsou přenášeny s menší ztrátou a zároveň jsou vlákna imunní vůči elektromagnetickému rušení. Vlákna se používají také pro osvětlení a jsou pak balena ve svazcích, takže mohou být použita k přenosu obrazů, což umožňuje zobrazení v těsných prostorách. Speciálně konstruovaná vlákna se používají pro řadu dalších aplikací, včetně snímače a vláknového laseru.

## Využití v komunikaci
Optická vlákna mohou být použita pro stavbu telekomunikačních sítí, protože jsou ohebná a mohou být svázána do svazků jako kabely. Jsou výhodná zejména na dlouhé vzdálenosti, protože světlo prochází přes vlákno s malým útlumem ve srovnání s elektrickými kabely s kovovými vodiči. Kromě toho můžeme dosahovat rychlosti přenosu desítky Terabitů za sekundu, i když v aplikovaných systémech jsou typické rychlosti 10 nebo 40 Gb/s. Každé vlákno může přenášet mnoho nezávislých signálů, každý s použitím jiné vlnové délky světla. Vytváření sítí na krátké vzdálenosti pomocí optických kabelů, jako například v budově, šetří prostor v kabelovém vedení, protože jediné vlákno může přenášet mnohem více dat než jeden elektrický kabel. Vlákno je také imunní vůči elektrickému rušení. Optické kabely nejsou elektricky vodivé, což je dobré řešení pro ochranu komunikačních zařízení umístěných na přenosové soustavě vysokého napětí a kovových konstrukcích náchylných na úder blesku. Mohou být také použity v prostředích, kde jsou přítomny výbušné výpary, bez nebezpečí vznícení.
Přestože vlákna mohou být vyrobena z průhledného plastu, skla, nebo kombinace obou, na velké vzdálenosti u telekomunikačních aplikací jsou vždy použita vlákna skleněná z důvodu nižších optických útlumů. Jak mnohavidová, tak i jednovidová vlákna se používají při komunikaci, přičemž mnohavidové vlákno se používá převážně na kratší vzdálenosti do 550 m (600 yardů) a jednovidové vlákno se používá pro delší vzdálenosti.

## Princip funkce
Optické vlákno je válečkový dielektrický vlnovod, ve kterém se šíří elektromagnetické vlny (zpravidla světlo či infračervené záření) ve směru osy vlákna s využitím principu totálního odrazu na rozhraní dvou prostředí s rozdílným indexem lomu. Vnitřní část vlákna se nazývá jádro, okolo jádra je plášť a primární ochrana. K vazbě optického signálu na jádro musí být index lomu jádra vyšší, než má obal. U optických vláken používaných v datových sítích se udává průměr jádra a pláště v mikrometrech, a používají se mnohavidová vlákna (MM) o průměrech 50/125 μm (standardizováno ITU-T podle G.651) nebo 62,5/125 μm (používá se především v USA). V telekomunikacích se dnes výhradně používají jednovidová vlákna (SM) o průměru 9/125 μm. Jedná se především o standardy G.652, G653, G.655 a G. 657.

### Index lomu
Index lomu vyjadřuje změnu rychlosti šíření světla při přechodu mezi různými prostředími. Světlo se pohybuje nejrychleji ve vakuu, jako například ve vesmíru. Rychlost světla ve vakuu je asi 300 000 kilometrů za sekundu. Index lomu se vypočítá vydělením rychlosti světla ve vakuu rychlostí světla v hmotném prostředí. Běžná hodnota indexu pláště optického vlákna je 1,46. Typická hodnota pro jádro je 1,48. Čím větší je index lomu, tím pomaleji se světlo v daném prostředí pohybuje.

### Totální odraz
Když se světlo pohybuje v hustém (těžko proniknutelném) prostředí a dopadá na rozhraní pod šikmým úhlem (větší než mezní úhel), světlo bude kompletně odraženo. Tento efekt je využíván v optických vláknech k udržení světla v jádru. Světlo se šíří kolem vlákna a dále pryč z rozhraní. Světlo musí narazit na odrazovou plochu s úhlem větším než kritický úhel, pouze světlo, které vstoupí do vlákna v určitém rozsahu úhlu se může šířit bez propuštění. Tento rozsah úhlů je nazýván „vstupní kužel“ vlákna. Velikost tohoto vstupního kuželu je funkcí indexu lomu a rozdílu mezi jádrem vlákna a obložením.

## Typy vláken

Typy optických vláken

### Mnohavidové optické vlákno
Vícevidové optické vlákno (zkratka MM, anglicky multimode) je druh optického vlákna, který je nejčastěji používán pro komunikaci na krátké vzdálenosti, jako například uvnitř budovy nebo areálu. Rychlost přenosu u vícevidových linek se pohybuje okolo 10 Mbit/s až 10 Gbit/s na vzdálenosti do 600 metrů, což je více než dostačující pro většinu prostor.

### Jednovidové optické vlákno
Jednovidové optické vlákno (zkratka SM, anglicky single mode) je druh optického vlákna, který je používán pro přenos dat na větší vzdálenosti (mezi městy, státy, kontinenty). Obecně našla optická vlákna uplatnění v telekomunikacích a pro vysokorychlostní přenosy v Internetu. Na kratší vzdálenosti se používají levnější vícevidová nebo gradientní optická vlákna.

### Vlákna pro speciální účely
Některá optická vlákna pro zvláštní účely jsou konstruována s ne válečkovitým jádrem a nebo obkládací vrstvou, obvykle s elipsovitým nebo obdélníkovým příčným řezem. To zahrnuje polarizaci určující vlákno a vlákno navržené k potlačení šíření.
Fotonické krystalové vlákno se vyrábí normálním způsobem, ale tato vlákna používají k zadržení světla v jádře vlákna efekt ohybů namísto totální reflexe. Vlastnosti vláken mohou být přizpůsobeny (nebo upraveny přímo na míru) širokou škálou možností.

## Vlastnosti

### Útlum
Útlum je zjednodušeně řečeno rozdíl síly signálu na jednom konci vedení (popřípadě kabelu) oproti druhému konci. Čím nižší bude útlum, tím kvalitnější a přesnější bude přenos signálu.
Hodnota útlumu u křemenných vláken se řádově pohybuje v desetinách decibelu na kilometr. Plastová vlákna mají útlum přibližně 50—100 dB/km.
Útlum křemenných vláken je složen z:
- materiálová absorpce – založena na interakci fotonu s atomární strukturou, při které vzniká teplo
  - vlastní – v SiO2
    - ultrafialová – klesá s rostoucí vlnovou délkou
    - infračervená – roste se zvětšující se vlnovou délkou, omezuje použití optických vláken pro vlnové délky nad 1700 nm

  - nevlastní – na atomech příměsí
- materiálový rozptyl
  - lineární – rozptýlené světlo má stejnou vlnovou délku
    - Rayleighův rozptyl – rozptyl vzniká na mikrozměnách ve vlákně menších než vlnová délka; nepřímo úměrný 4. mocnině vlnové délky; nelze odstranit, ale umožňuje konstrukci zesilovačů (viz Ramanovské zesilovače pro telekomunikace Archivováno 20. 1. 2008 na Wayback Machine.)
    - Mieův rozptyl – způsoben změnami srovnatelnými s vlnovou délkou

  - nelineární – vzniká při velké intenzitě, rozptýlené světlo má odlišnou vlnovou délku
    - Brillouinův rozptyl – interakce elektromagnetické vlny se změnami indexu lomu materiálu způsobenými akustickým vlněním
    - Ramanův jev – posun energie z nižší na vyšší vlnovou délku
- ztráta ohybem
  - mikroskopický ohyb – deformace pláště v řádu milimetru
  - makroskopický ohyb – projevují se především útlumem na vyšších vlnových délkách
- ztráty při spojování a na konektorech

### Okna
Útlumová charakteristika křemenných optických vláken vykazuje několik vrcholů a mezi nimi jsou úseky s nižším útlumem, kterým se říká okna. Podle ITU-T jsou definována tato okna (pro jednovidové vlákno):
- O (Original) 1260—1360 nm
- E (Extended) 1360—1460 nm
- S (Short wavelength) 1460—1530 nm
- C (Conventional) 1530—1565 nm
- L (Long wavelength) 1565—1625 nm
- U (Ultra) nad 1625 nm

### Disperze
Disperze je příčinou zkreslení přenášeného signálu, dochází ke zpožďování impulsů a změně jejich tvaru. Je způsobena různým lomem světla a různou rychlostí světla v daném prostředí.
Druhy disperze v optických vláknech:
- materiálová disperze
- vlnovodná disperze
- vidová disperze – disperze způsobená lomem světla, kdy při každém lomu dojde k nepatrné odchylce dráhy jednotlivých vlnových délek. Vidová disperze se projeví i mezi jednotlivými vidy v mnohovidových vláknech.
- chromatická disperze – je způsobena rozdílným indexem lomu dané látky pro různé vlnové délky a tím odlišnou rychlostí světla s různou vlnovou délkou.

### Numerická apertura (NA)
Bezrozměrná veličina (udává se pouze u GI vláken), která vyjadřuje schopnost optického vlákna navázat z okolí do svého jádra optický výkon. S rostoucí NA roste tato schopnost.
Přesnější definice může znít: sinus polovičního úhlu dopadu svazku na plochu vlákna, který ještě vstoupí do prostoru vlákna. Maximální NA je 1 (odpovídající 90°), ale jde o teoretickou hodnotu, v praxi nedosahovanou.

#### Ztráty numerickou aperturou
V praxi jsou důležité ztráty numerickou aperturou. Ty vznikají na místě spojů mezi dvěma vlákny a mezi vláknem a zdrojem světelného toku. Mezi dvěma vlákny dochází k tomu, že pokud vlákno, které přijímá světelný tok, má nižší NA, bude maximální úhel, pod kterým mohou paprsky na vlákno dopadat, menší. Paprsky vycházející z prvního vlákna pod úhlem větším, než je daný NA přijímajícího vlákna, nebudou přenesena a můžeme je zahrnout ke ztrátám. U světelných zdrojů je vyzařovací úhel podstatně vyšší než NA optického vlákna. Dochází ke ztrátám, které se ovšem nezapočítávají do přenosových ztrát.

## Výhody
Z hlediska použití pro účely přenosu signálu mají optická vlákna následující výhody oproti metalickým vodičům:
- velká šířka pásma
- nízký útlum (delší opakovací úseky, menší počet zesilovačů na optické trase)
- odolnost proti elektromagnetické interferenci a přeslechům
- bezpečnost přenosu (signál nelze jednoduše vyvázat)
- elektrická izolace

## Výroba

### Materiály
Skleněná optická vlákna jsou téměř vždy vyrobená z křemene, ale některé další materiály, jako jsou např. chalkogenní skla, jsou používány pro vyšší vlnové délky. Stejně jako ostatní skla, i tato skla mají index lomu asi 1,5.
Plastová optická vlákna (POF) jsou běžně vlákna s jádrem o průměru 0,5 mm nebo větší. POF obvykle mají vyšší útlum než skleněná vlákna (1 dB/m nebo vyšší) a tento vysoký útlum omezuje rozsah pro systémy založené na POF.

### Proces
Při výrobě standardních optických vláken je nejprve vytvořena preforma (skleněný válec o průměru až několika cm a délky až několik metrů) s pečlivě kontrolovaným profilem indexu lomu. Natavením a tažením konce preformy se pak vytváří dlouhé, tenké optické vlákno. Preformy se běžně vyrábí třemi druhy chemických procesů: vnitřní uložení páry (MCVD - Modified Chemical vapor deposition), vnější uložení páry (OVD) a axiální uložení páry (AVD).

## Výpočty související s optickými vlákny
Optické vlákno se skládá z pláště a jádra, kde:
- n1 je index lomu materiálu pláště
- n2 je index lomu materiálu jádra
- n0 je index lomu prostředí, ze kterého vstupuje paprsek do materiálu jádra (n0 = 1 pro vakuum a přibližně pro vzduch)
- α je úhel, pod kterým paprsek dopadá na čelo materiálu jádra – vzhledem k optické ose
- α´ je úhel, pod kterým se paprsek lomí materiálem jádra
- β je úhel, pod kterým paprsek dopadá na optické rozhraní

### Výpočet numerické apertury
1) Numerické apertury – A:
{\displaystyle A=n_{0}\cdot \sin \alpha }
2) Numerické apertury v kolmém směru – A0
{\displaystyle A_{0}={\sqrt {n_{2}^{2}-n_{1}^{2}}}}
3) Úhlu lomeného paprsku – α´: vyplývá ze Snellova zákona
{\displaystyle n_{0}\cdot \sin \alpha =n_{2}\cdot \sin \alpha '}
{\displaystyle \alpha '=\arcsin \cdot \left({\frac {n_{0}\cdot \sin \alpha }{n_{2}}}\right)}
4) Úhlu dopadu paprsku na rozhraní – β: užijeme principu totálního odrazu, kde je úhel {\displaystyle \beta '=90^{\circ }} → {\displaystyle n_{2}\cdot \sin \beta =n_{1}\cdot \sin 90^{\circ }}
{\displaystyle \beta =\arcsin \cdot \left({\frac {n_{1}}{n_{2}}}\right)}

### Výpočet počtu odrazů paprsku vláknem
- K – počet odrazů paprsku v optickém vlákně
- l – délka vlákna
- d – průměr jádra
- s – délka paprsku
- α – úhel, pod kterým paprsek dopadá na čelo materiálu jádra
- α´ – úhel, pod kterým se paprsek lomí materiálem jádra

{\displaystyle {\mbox{tg}}\alpha '={\frac {K\cdot d}{l}}}
{\displaystyle {\mbox{tg}}\alpha '={\frac {\sin \alpha '}{\cos \alpha '}}={\sqrt {{\frac {n_{2}^{2}}{n_{1}^{2}}}-1}}}
→ {\displaystyle K=\left({\frac {l}{d}}\right)\cdot {\mbox{tg}}\alpha '=\left({\frac {l}{d}}\right)\cdot {\sqrt {{\frac {n_{2}^{2}}{n_{1}^{2}}}-1}}}

### Výpočet délky paprsku ve vláknu
- s – Délka paprsku v jádře

{\displaystyle \cos \alpha '={\frac {l}{s}}}
→ {\displaystyle s={\frac {l}{\cos \alpha '}}={\frac {l}{\sin \beta }}=\left({\frac {n_{2}}{n_{1}}}\right)\cdot l}